# Putnam (Connecticut)
Putnam è un comune di 9.288 abitanti degli Stati Uniti d'America, situato nella Contea di Windham nello Stato del Connecticut.